# Station Tychy Urbanowice
Station Tychy Urbanowice is een spoorwegstation in de Poolse plaats Tychy.